# Peperomia boekei
Peperomia boekei är en pepparväxtart som beskrevs av R. Callejas. Peperomia boekei ingår i släktet peperomior, och familjen pepparväxter. Inga underarter finns listade i Catalogue of Life.